# Sponholz
Sponholz ist eine Gemeinde im Landkreis Mecklenburgische Seenplatte in Mecklenburg-Vorpommern (Deutschland). Sie wird vom Amt Neverin mit Sitz in der gleichnamigen Gemeinde verwaltet.

## Geografie
Die Gemeinde Sponholz liegt knapp zehn Kilometer östlich von Neubrandenburg.
Umgeben wird Sponholz von den Nachbargemeinden Neuenkirchen im Norden, Friedland im Nordosten, Kublank im Osten, Cölpin und Neetzka im Südosten, Pragsdorf im Süden, Burg Stargard im Südwesten sowie Neubrandenburg im Nordwesten.

## Gemeindegliederung
Ortsteile der Gemeinde sind Rühlow, Sponholz und Warlin. Des Weiteren liegen die Ansiedlungen Andreashof, Ausbau, Bahnhof Sponholz, Sponholzer Mühle und Volkmannshof im Gemeindegebiet.

## Geschichte
Sponholz wurde erstmals 1496 urkundlich erwähnt. Der Ort und die Kirche wurden im Dreißigjährigen Krieg schwer in Mitleidenschaft gezogen. Um 1795 war Sponholz kurzzeitig Sitz eines Herzoglichen Domänenamtes in Mecklenburg-Strelitz, das im Zuge einer Verwaltungsreform in den ersten Regierungsjahren von Herzog Karl II. aufgelöst wurde. Gutsbesitzer waren unter anderem die Familien Oertzen (ab 1701) und von Altrock. Das Herrenhaus stammt von 1745. Im Jahre 1790 tauschte Herzog Adolf Friedrich IV. die Domäne Staven gegen das Gut Sponholz ein und nutzte es als Sommersitz. Das unvollendet Gutshaus war nach 1945 Flüchtlingsunterkunft und danach Gemeindebüro und Jugendclub. Seit dem Jahr 1867 hat Sponholz einen Eisenbahnanschluss.
Warlin wurde 1731 durch Ankauf des Herzogtums eine Domäne, die nach 1945 aufgesiedelt wurde. Das Gutshaus der Pächter stammt von um 1880.
Fusion: Am 13. Juni 2004 fand die Fusion der Gemeinden Sponholz und Warlin (mit Ortsteil Rühlow) statt.

## Politik

### Wappen
| Wappen von Sponholz | Blasonierung: „In Rot eine schräg gestellte goldene Krone, durchsteckt von einem silbernen Schrägbalken mit zwei abgespreizten, an den Enden eingerollten Spänen, von denen der obere nach links und der untere nach rechts gerichtet ist.“ |
| Wappen von Sponholz | Wappenbegründung: Das Wappen ist bereits 1996 gestaltet, wurde der damaligen Gemeinde Sponholz am 19. April 1996 durch das Ministerium des Innern genehmigt und unter der Nr. 99 der Wappenrolle des Landes Mecklenburg-Vorpommern registriert. Dieses Wappen wurde bis zum 12. Juni 2004 von der aufgelösten Gemeinde Sponholz als Hoheitszeichen geführt. Mit Wirkung vom 13. Juni 2004 wurde durch den Zusammenschluss der bisherigen, mit Ablauf des Vortages als Rechtssubjekte aufgelösten Gemeinden Sponholz und Warlin die neue Gemeinde Sponholz gebildet. Somit verlor zunächst das 1996 genehmigte Wappen seinen Status als Hoheitszeichen. Da seine Symbolik und Tingierung auch für das neue Gemeindegebiet repräsentativ sind und die Möglichkeit besteht das ehemalige Hoheitszeichen einer in ihr aufgegangenen Kommune weiterführen zu können, wurde es auf Anregung des als Quelle angegebenen Buchautors von der neuen Gemeinde Sponholz ausdrücklich angenommen. Innenminister Lorenz Caffier überreichte der Gemeinde in einer öffentlichen Feier am 19. April 2010 die Genehmigungsurkunde in Form eines Wappenbriefes. Das Wappen stellt mit dem aus dem Wappen der urkundlich seit Beginn des 15. Jh. im Raum Neubrandenburg, 1776/77 konkret in Warlin, nachgewiesenen Familie Sponholz entlehnten gespänten Schrägbalken als redendes Zeichen den bildhaften Bezug zum Gemeindenamen her. Seine Gestaltung birgt zudem die Grundform des Buchstaben „S“. Mit der Krone soll an die kurzzeitige Nutzung des Sponholzer Herrenhauses als herzoglicher Sommersitz und Sitz des Domanialamtes Sponholz erinnert werden. Die Farbe Rot und das Metall Silber deuten auf die Zugehörigkeit von Sponholz zum einstigen Land Stargard hin. Das Wappen wurde von dem Dürener Heraldiker und Genealogen Lothar Müller-Westphal gestaltet. Es wurde am 31. März 2010 durch das Ministerium des Innern genehmigt und unter der Nr. 332 der Wappenrolle des Landes Mecklenburg-Vorpommern registriert. |

### Dienstsiegel
Das Dienstsiegel zeigt das Gemeindewappen mit der Umschrift „GEMEINDE SPONHOLZ • LANDKREIS MECKLENBURGISCHE SEENPLATTE“.

## Sehenswürdigkeiten
- Sanierungsbedürftiges, zweigeschossiges Herrenhaus Sponholz von 1745 nach Plänen von Baumeister Julius Löwe mit dreigeschossigem Mittelrisalit.[5][6]
- Gutshaus Warlin, ein eingeschossiger Klinkerbau mit Krüppelwalm von um 1880.[7]
- Fachwerkkirche Sponholz
- Feldsteinkirche Warlin
- Feldsteinkirche Rühlow mit Backstein-Turmaufsatz
- Wassermühle in Sponholz

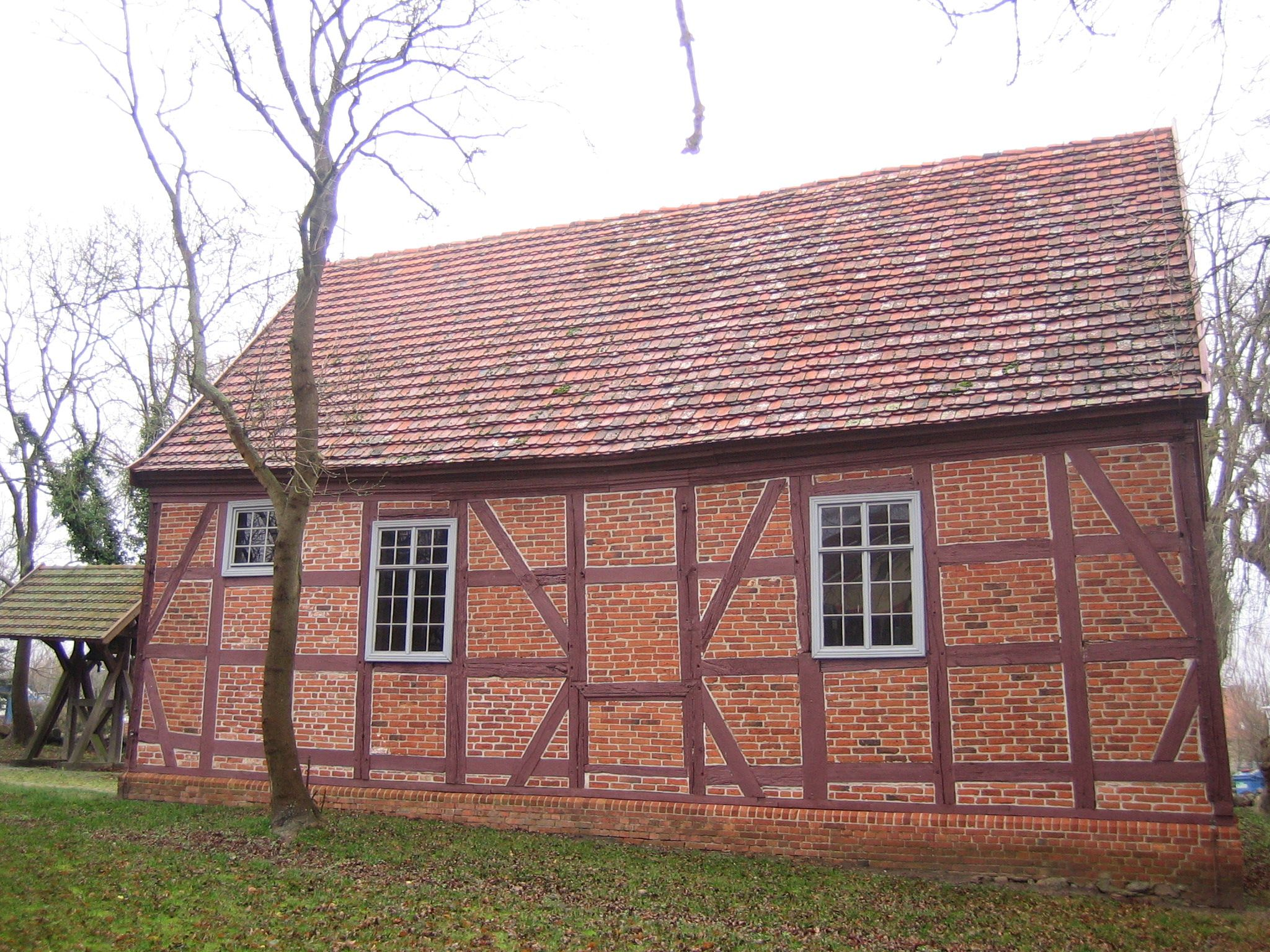
Dorfkirche Sponholz
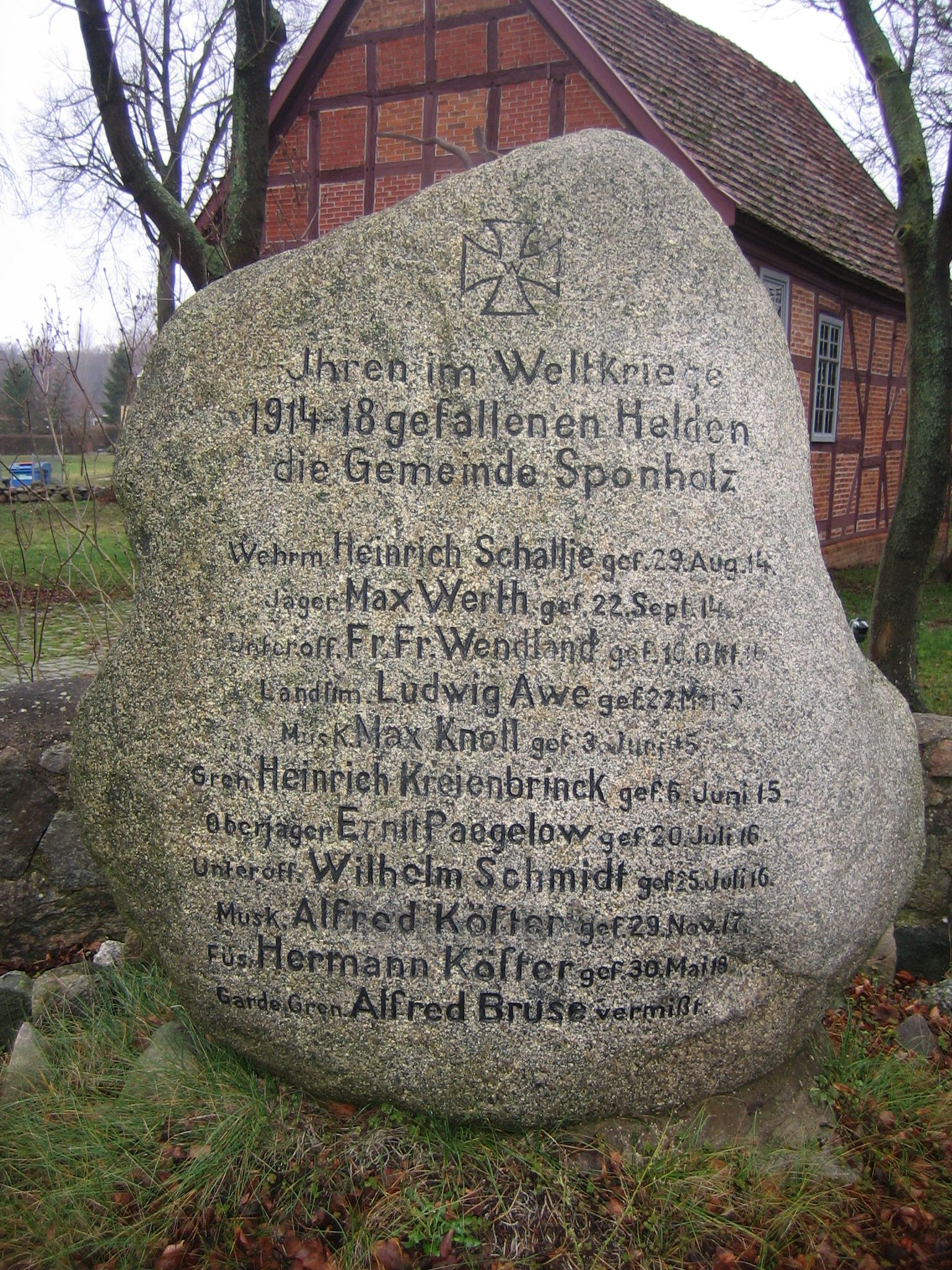
Gedenkstein für die gefallenen Soldaten des Ersten Weltkrieges in Sponholz
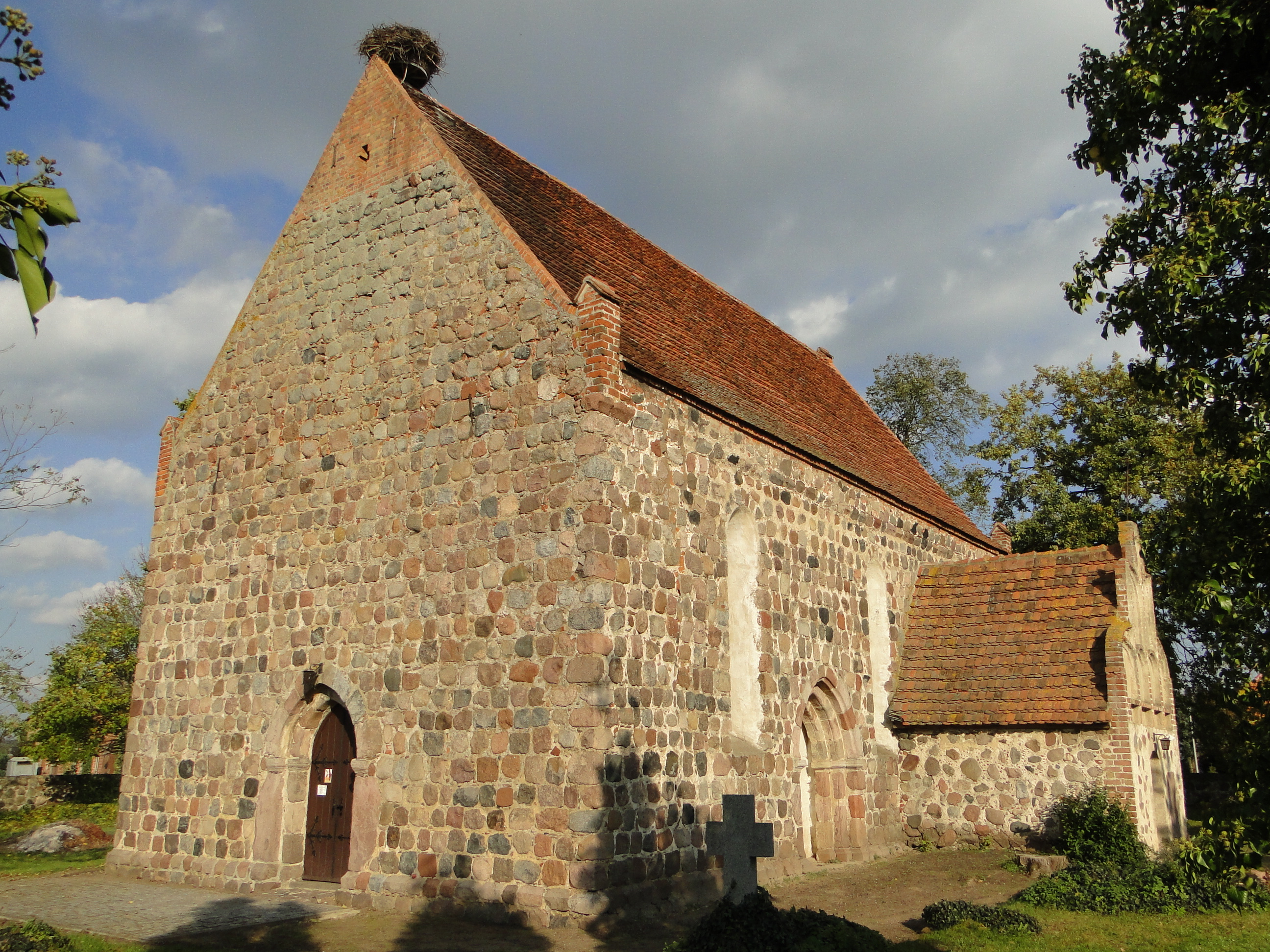
Dorfkirche Warlin
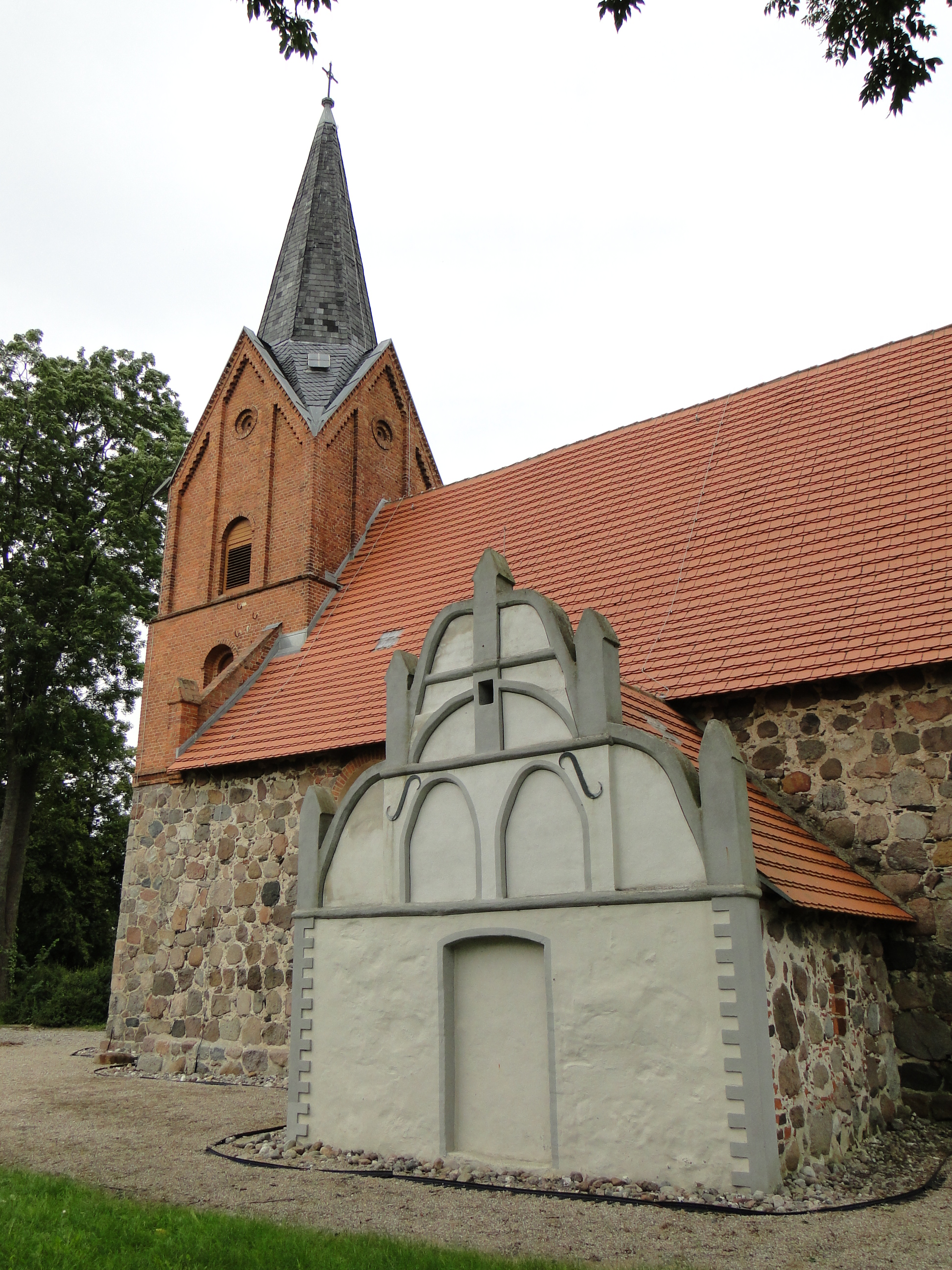
Dorfkirche Rühlow

### Herrenhaus
Das Herrenhaus wurde von 1742 bis 1745 nach Plänen von Julius Löwe für den Mecklenburg-Strelitzschen Geheimrat Johann August von Altrock erbaut. Es ist ein stattlicher zweigeschossiger Putzbau von neun Achsen mit abgewalmten Satteldach. Die Fassaden sind durch Eckrustika, Lisenen und Gesimse gegliedert. Die dreiachsischen Mittelrisalite an der Hof- und der Gartenseite sind um ein Mezzaningeschoß höher. Der ungegliederte Volutengiebel trägt das Wappen des Bauherrn. Auf den Schweifgiebeln befinden sich Vasen und je eine bekrönende weibliche Figur.
Zwei rückwärtige Seitenflügel wurden im 19. Jahrhundert abgetragen. Die Haupttreppe im Innern des Gebäudes hat geschnitzte Geländer aus der Bauzeit. Es gibt Reste von Stuckdecken und Supraporten mit szenischen Reliefs.
In der Zeit der DDR stand das Gebäude unter Denkmalschutz (Bezirksliste). Wie in vielen derartigen Objekten wurde es durch gesellschaftliche Einrichtungen des Dorfes genutzt, was auch zu schädlichen Veränderungen führte. Nach schweren Bauschäden wurde 1983 als erste Maßnahme zur Sicherung und Erhaltung das Dach neu gedeckt.
1984 erarbeiteten ein Architekt und ein Diplom-Ingenieur des Büros für Stadt- und Dorfplanung Neubrandenburg Vorschläge für eine Nutzung des Gebäudes als „Reserve für die Lösung der Wohnungsfrage und die Unterbringung gesellschaftlicher Einrichtungen“, wobei die „ausgewogenen Räume und Raumfolgen …weitestgehend zu respektieren“ seien. Diese Vorstellungen sollten auch als Muster für analoge Fälle dienen.
Das Gebäude befindet sich seit 2015 wieder in Privatbesitz. Es ist stark sanierungsbedürftig.

### Evangelische Dorfkirche Sponholz
Die ursprüngliche Kirche des Dorfs wurde im Dreißigjährigen Krieg völlig zerstört. Die heutige Kirche ist ein schlichter turmloser rechteckiger Fachwerkbau aus dem 18. Jahrhundert. 1924 wurde sie wegen Baufälligkeit geschlossen. Nach ihrer Renovierung erfolgte 1932 die Einweihung. Eine weitere umfassende Sanierung gab es 1996/1997.
Im Innern der Kirche befindet sich ein hölzerner Kanzelaltar aus der 1. Hälfte des 18. Jahrhunderts. Der wiederverwendete Kanzelkorb stammt aus der Mitte des 17. Jahrhunderts, das Oberteil des Pastorenstuhls von 1692 wurde im 18. Jahrhundert ergänzt.
Auf dem Kirchhof befindet sich ein freistehender Glockenstuhl mit einer Glocke von Carl Illies aus Waren von 1866.

## Verkehr und ÖPNV

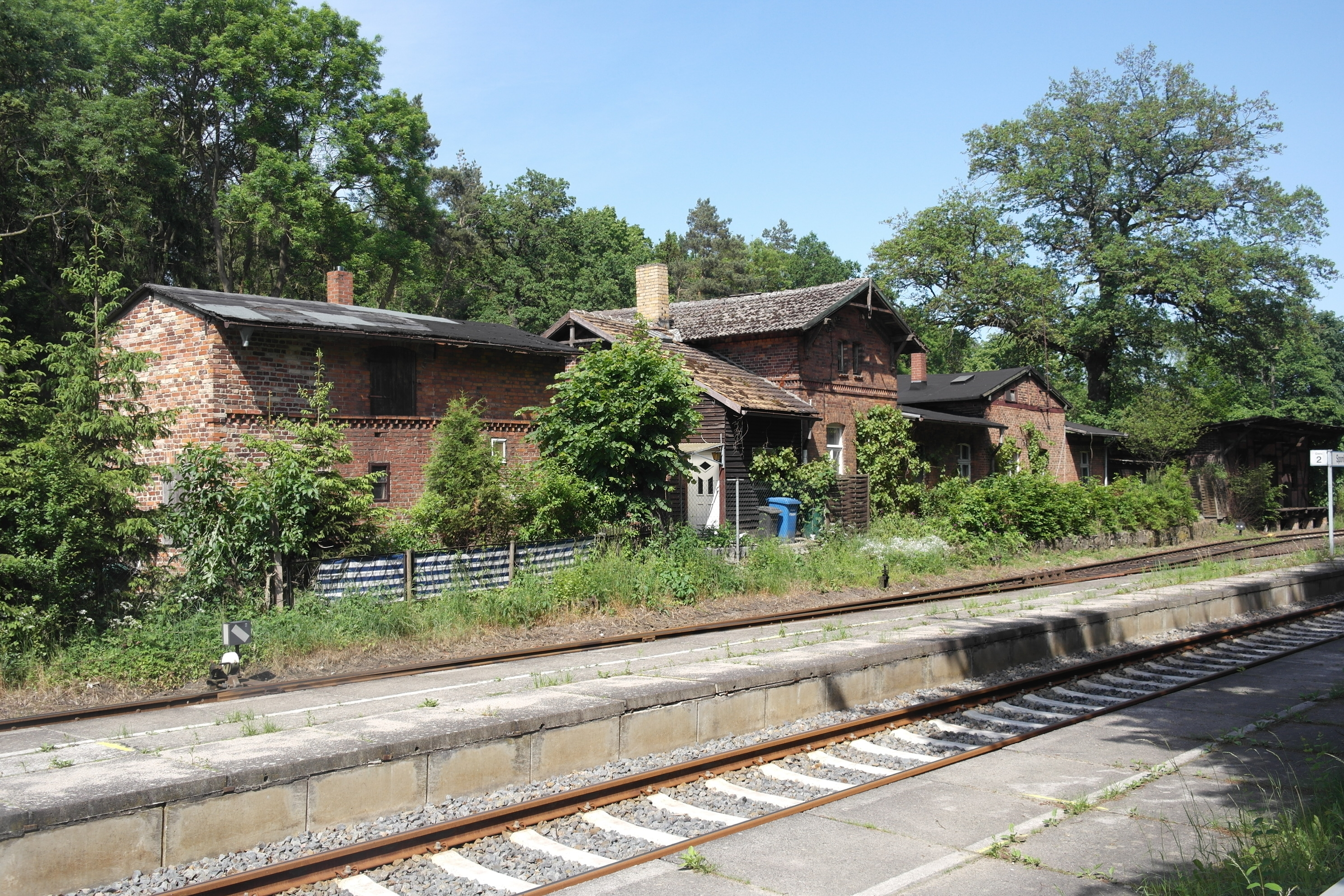
Bahnhof Sponholz

Am Zusammentreffen der Bundesstraßen 104 und 197 gelegen, ist Sponholz verkehrstechnisch angebunden. Die Bahnstrecke Neubrandenburg–Pasewalk führt durch den Ort. Die Gemeinde ist über die Bundesautobahn 20 über die rund sechs Kilometer entfernte Anschlussstelle Neubrandenburg-Ost zu erreichen. Beim ÖPNV führt die Buslinie die 540 von Woldegk nach Neubrandenburg.

## Persönlichkeiten
- Fritz Buddin (* 1867 in Warlin; † 1946 in Schönberg), Pädagoge, Organist, Museumsleiter und Heimatforscher
- Karl Schwabe (* 1877 in Drispenstedt; † 1938 in Sponholz), Gutsbesitzer und Politiker (DNVP)